# Henry Cecil (écrivain)
Pour les articles homonymes, voir Cecil.
Henry Cecil, né Henry Cecil Leon le 19 septembre 1902 à Londres en Angleterre et mort le 23 mai 1976 à Brighton, est un juge et un écrivain britannique, auteur de roman policier.

## Biographie
Il fait des études à la St Paul's School de Londres, puis au King's College de l'université de Cambridge. Il devient avocat en 1923 et est ensuite nommé juge à la cour de 1949 à 1967. À partir de 1973, il préside le Conseil anglais des droits d’auteurs.
En 1951, utilisant ses expériences professionnelles, il publie son premier roman The Painswick Line. Ses romans, souvent humoristiques, sont des romans d'énigme ou de suspense. Il crée plusieurs personnages, dont Ambrose Low, un ancien criminel, l'avocat Tewkesbury ou le colonel Brain, ancien officier de l’armée.
Son roman Brothers in Law (en), publié en 1955, est adapté au cinéma par Roy Boulting sous le titre Ce sacré confrère (Brothers in Law) et lui inspirera la création la série télévisée éponyme.
Selon Claude Mesplède et Jean-Jacques Schleret, Le Crampon (The Asking Price), publié en 1966, est « une étude de caractère où abondent les anecdotes savoureuses. La fin est grinçante et foncièrement immorale ».
En 1975, il publie son autobiographie Just Within the Law.

## Œuvre

### Romans
- The Painswick Line, 1951
- No Bail for the Judge, 1952
- Ways and Means, 1952
- Natural Causes, 1953
- According to the Evidence, 1954
- Brothers in Law (en), 1955
- Friends at Court, 1956
- Much in Evidence, 1957 (autre titre The Long Arm)
  - Coïncidences, collection L’Humour contemporain, Hachette, 1959
- Sober as a Judge, 1958
- Settled Out of Court, 1959
- Alibi for a Judge, 1960
  - On juge le juge, Crime-club no 27, 1960
- Daughters in Law 1961
- Unlawful Occasions, 1962
- Independent Witness, 1963
- Fathers in Law, 1965 (autre titre A Child Divided)
- The Asking Price, 1966
  - Le Crampon, Série noire no 1184, 1968
- A Woman Named Anne, 1967
- No Fear or Favour, 1968 (autre titre The Blackmailers)
- Tell You What I'll Do, 1969
- The Buttercup Spell, 1971
- The Wanted Man, 1972
- Truth With Her Boots On, 1974
- Cross Purposes, 1976
- Hunt the Slipper, 1977

### Recueil de nouvelles
- Full Circle, 1948
- Portrait of a Judge, 1964
- Brief Tales from the Bench, 1968

### Ouvrages non fictionnels
- Brief to Counsel, 1958
- Not Such an Ass, 1961
- Tipping the Scales, 1964
- Know About English Law, 1965
- A Matter of Speculation: the Case of Lord Cochrane, 1965
- 'The English Judge, 1970

### Autobiographie
- Just Within the Law, 1975

## Filmographie

### Adaptations
- 1957 : Ce sacré confrère adaptation de Brothers in Law réalisée par Roy Boulting
- 1962 : création de la série télévisée Brothers in Law (en) inspirée du roman éponyme
- 1962 : I Saw the Whole Thing, épisode de la série télévisée Suspicion, adaptation par Henry Slesar d'une nouvelle réalisée par Alfred Hitchcock

### en tant que scénariste ou conseiller
- 1963 : plusieurs épisodes de la série télévisée Mr Justice Duncannon (en)
- 1967 - 1968 : 9 épisodes de la série télévisée Misleading Cases
- 1973 : Harriet Peterson Versus Dr Moody, épisode de la série télévisée Justice (en)